# Dichrooscytus intermedius
Dichrooscytus intermedius is een wants uit de familie van de blindwantsen (Miridae). De soort werd het eerst wetenschappelijk beschreven door Odo Reuter in 1885.

## Uiterlijk
De ovaal gevormde wants is altijd macropteer en kan 4,5 tot 5 mm lang worden. De kop en het halsschild zijn groen, net als de antennes en de pootjes. Het scutellum is helemaal of gedeeltelijk rood gekleurd. Het lichaam is gedeeltelijk groen en voor een groot deel oranjerood. Het uiteinde van het verharde deel van de voorvleugels is licht oranje of geel. Het doorzichtige gedeelte van de vleugels is grijs met oranjerode aders. Daarmee lijkt de wants zeer op Dichrooscytus gustavi; die komt echter vooral voor op jeneverbes, is kleiner en heeft een scutellum dat volledig groen is. Ook lijkt Dichrooscytus intermedius op de andere Nederlandse soort uit het genus Dichrooscytus, Dichrooscytus rufipennis. Die leeft echter voornamelijk op grove den, is iets groter, heeft een naar verhouding langer tweede antennesegment en heeft kleinere ogen die verder uit elkaar staan.

## Leefwijze
De soort kent een enkele generatie per jaar en overwintert als eitje. De volwassen wantsen zijn van mei tot juli te vinden op spar (Picea) of zilverspar (Abies), in bergachtige gebieden ook op lork (Larix) en bergden (Pinus mugo).

## Leefgebied
De soort komt voor in naaldbossen en tuinen met sparren. Het verspreidingsgebied is Palearctisch en loopt van Europa tot Oost-Siberië in Azië. In Nederland is de wants zeldzaam en wordt gevonden in het binnenland en soms langs de kust.